# Stefan Gąsiewicz
Stefan Adam Gąsiewicz (ur. 12 maja 1895 w Warszawie, zm. 23 czerwca 1968 w Durbanie) – oficer Wojska Polskiego II Rzeczypospolitej i Polskich Sił Zbrojnych, pułkownik geograf, kawaler Orderu Virtuti Militari.

## Życiorys
Stefan Gąsiewicz urodził się 12 maja 1895 roku w Warszawie, w rodzinie Feliksa i Józefy Wandy z Korycińskich. Był bratem Wandy, Feliksa (1893–1974), Edwarda (1898–1940 Katyń), Tadeusza (1897–1967), Kazimierza i Henryka (1900–1940 Katyń).
Wykładowca topografii w Oficerskiej Szkole dla Podoficerów w Bydgoszczy i Szkole Podchorążych Piechoty w Komorowie k. Ostrowi Mazowieckiej oraz oficer Wojskowego Instytutu Geograficznego w Warszawie. W marcu 1939 zajmował stanowisko szefa Wydziału Topograficznego.
W czasie II wojny światowej pełnił służbę na stanowisku szefa Służby Geograficznej Polskich Sił Zbrojnych.
Był autorem pracy Terenoznawstwo, kartoznawstwo i zdjęcia terenu. Podręcznik dla oficerów i szkół oficerskich (Główna Księgarnia Wojskowa, Warszawa 1931, wydanie III poprawione i uzupełnione).
Był żonaty z Wiktorią z Wołk-Łaniewskich, z którą miał syna Aleksandra i córkę Danutę, po mężu Iwaszkiewicz.

## Awanse
- szeregowy 08.01.1915 Legion Puławski
- podchorąży 29.06.1915 – 1.01.1916 – szkoła oficerska w Czugujewie
- chorąży 01.01.1916
- podporucznik 02.10.1916
- porucznik 17.01.1917
- kapitan – zweryfikowany ze starszeństwem z dniem 1 czerwca 1919 r. (w 1924 r. zajmował 17 lokatę w korpusie oficerów zawodowych geografów)
- major – ze starszeństwem z dniem 1 stycznia 1928 r. i 4 lokatą w korpusie oficerów zawodowych geografów
- podpułkownik – ze starszeństwem z dniem 1 stycznia 1936 i 2. lokatą w korpusie oficerów geografów[2]
- pułkownik – ze starszeństwem z dniem 3 maja 1940 w korpusie oficerów geografów

## Ordery i odznaczenia
- Krzyż Srebrny Orderu Wojennego Virtuti Militari nr 6808[2]
- Krzyż Walecznych[2]
- Złoty Krzyż Zasługi z Mieczami (21 sierpnia 1947)
- Złoty Krzyż Zasługi (19 marca 1937)[3][2]
- Krzyż Komandorski Orderu Imperium Brytyjskiego (Wielka Brytania)
- Medal Zwycięstwa („Médaille Interalliée”)